# Kumarapuram (Tamil Nadu)
Kumarapuram es una ciudad y nagar Panchayat situada en el distrito de Kanyakumari en el estado de Tamil Nadu (India). Su población es de 14728 habitantes (2011). Se encuentra a 68 km de Thiruvananthapuram y a 72 km de Tirunelveli. 

## Demografía
Según el censo de 2011 la población de Kumarapuram era de 14728 habitantes, de los cuales 12443 eran hombres y 19335 eran mujeres. Kumarapuram tiene una tasa media de alfabetización del 88,54%, superior a la media estatal del 80,09%: la alfabetización masculina es del 91,03%, y la alfabetización femenina del 86,03%.